# 舞岡結希
舞岡 結希（まいおか ゆき、1982年8月26日 - ）は、日本の単体系AV女優。血液型：O型 、身長：151cm 、スリーサイズ：B100・W58・H86、Hカップ。

## 経歴
千葉県出身。2003年デビュー。2005年引退。所有資格：歯科衛生士。趣味：ショッピング、水泳。写真集も出している。

## 作品

### アダルトビデオ
2003年
- 胸いっぱいの体験（6月27日、アリスJAPAN）
- ぷるるん白書（7月25日、アリスJAPAN）
- 恋するHカップ（9月5日、アリスJAPAN）
- 胸から愛して（9月30日、マックスエー）
- 爆乳クリニック（10月31日、アリスJAPAN）
- 不法侵乳 16（11月28日、マックスエー）
- 膨らみすぎた欲望（12月19日、アリスJAPAN）
- MAX-A Anniversary 4（12月19日、マックス・エー）他多数出演

2004年
- アリスJAPAN2004（1月16日、アリスJAPAN）他多数出演
- 乳sensation（1月30日、マックス・エー）
- 放課後はド変態（2月21日、アリスJAPAN）
- ファイナルボンデージ（3月19日、アリスJAPAN）
- 爆巨乳娘大図鑑 満足巨乳 on 舞岡結希（4月30日、マックスエー）
- Boin Mix BOMB（6月18日、マックスエー）他9名出演
- ブルーファイル（8月21日、マックス・エー）
- デジタルモザイク Vol.049（9月1日、MOODYZ）
- 我店の爆乳メイド奴隷 店内セクハラ及び淫乱ご奉仕（10月1日、MOODYZ）
- 101cm爆乳ぶるるん揉みまくりスペシャル!!（11月1日、MOODYZ）
- 爆乳パイズリ三昧（12月15日、MOODYZ）
- MAX-A Anniversary 5（12月17日、マックス・エー）他多数出演

2005年
- 巨乳拘束 連続絶頂20回（1月21日、GLAY'z）
- ぶっかけ遊戯（2月18日、GLAY'z）
- 巨乳!パイズリ!デジタルモザイクBEST（4月1日、MOODYZ）他出演:星川ヒカル、彩名杏子、朝比奈ゆい、吉永ゆりあ、星ありす、桜井彩美、春菜まい、白鳥さくら
- メイドCollection 4時間（6月24日、TMA）他16名出演
- 制服着たままFUCK 2（10月28日、TMA）他15名出演
- 巨乳極乳PREMIUM 4（11月25日、TMA）他多数出演
- ナンパ☆第三世代2（12月19日、ドグマ）引退後?の素人AV女優扱いでの出演

2006年
- 豊乳水着girl 13人 4時間（1月1日、MOODYZ）他12名出演
- パイズリ 13人3時間（2月13日、MOODYZ）他12名出演

2007年
- アリスJAPANプラス 巨乳アイドル4時間（1月26日、アリスJAPAN）他11名出演

2011年
- 巨乳でしかも美形女優のパイズリ101連射（5月1日、MOODYZ）他多数出演

### 写真集
- Paiの実（2003年7月、インフォレスト） ISBN 978-4754215620